# シャー・ジャハーン
シャー・ジャハーン（ペルシア語: شهابالدین محمد شاه جهان Shehābo'd-Dīn Moḥammad Shāh Jahān, 1592年1月5日 - 1666年1月22日）は、ムガル帝国の第5代君主（在位：1628年 - 1658年）。第4代君主ジャハーンギールの三男。母はビルキース・マカーニー・ベーグム。
1612年、ペルシア系の大貴族アーサフ・ハーンの娘ムムターズ・マハルと結婚した。晩年の父とは対立し、デカンに退いていた。
1628年はじめにアーグラで即位したシャー・ジャハーンは、内政面ではムガル帝国の最安定期を演出した。外部では1636年にアフマドナガルにあったデカン・スルターン朝のひとつアフマドナガル王国を打倒・併合し、デカン地方で領土を拡大した。だが、アフガニスタンではサファヴィー朝と衝突してムガル・サファヴィー戦争を起こしたが、カンダハールを獲得することができなかった。
シャー・ジャハーンの時代はインド・イスラーム文化の最盛期であり、美術や建築などの華が咲いた。シャー・ジャハーンはまた、妃ムムターズ・マハルの墓廟であるタージ・マハルの建造者としても有名な人物である。当時、ヨーロッパから訪れた旅行者はシャー・ジャハーンを「壮麗王」（the Magnificent）として称えた。
ムムターズ・マハルの死後、シャー・ジャハーンは側室を増やし、多数の家臣の妻と関係を持つようになった。シャー・ジャハーンは、20年以上にわたりこのような生活を続けたため、1657年に重病となった。そして、その病状に回復の見込みがないとわかると、その4人の息子の間が帝位をめぐり激しく争うこととなった。
シャー・ジャハーンは長男ダーラー・シコーを後継者としていたが、次男のベンガル太守シャー・シュジャー、三男のデカン太守アウラングゼーブ、四男のグジャラート太守ムラード・バフシュはこれを認めていなかった。結局、1658年に勝利したアウラングゼーブが皇位を継承し、シャー・ジャハーンはアーグラ城塞に幽閉され、亡き愛妃の眠るタージ・マハルを眺めながら、1666年に74歳で死去した。

## 生涯

### 誕生・宮廷の対立

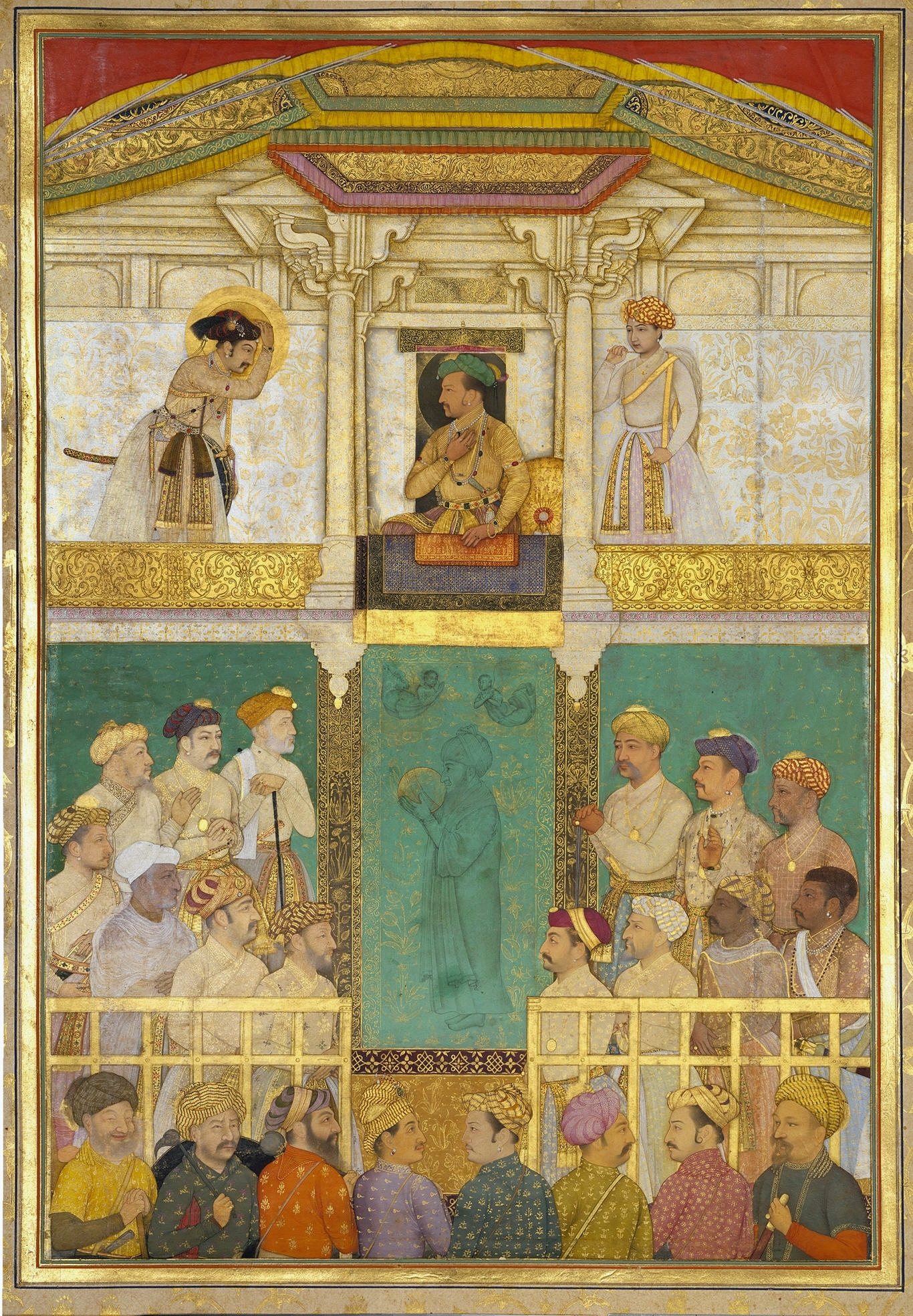
ジャハーンギールとフッラム

1592年1月5日、シャー・ジャハーンことフッラムは、ムガル帝国の皇帝ジャハーンギール（当時は皇帝ではなく、名前もサリーム）とラージプートの王妃ビルキース・マカーニー・ベーグム（ジョーダー・バーイー、ジャガト・ゴーサーイン）との間に生まれた。母はマールワール王国の君主ウダイ・シングの娘であった。
フッラムは6歳の時、祖父アクバルの命により生母から引き離され、アクバルの妃の一人ルカイヤ・スルターン・ベーグムによって養育された。これはアクバルがフッラムの素質を見抜いたからとされ、ルカイヤは君主にとって必要な責務などを教え込んだ。
その後、1605年に皇帝アクバルが崩御し、父サリームがジャハーンギールとして皇帝に即位した。
1610年以降、ジャハーンギールが病気の発作を起こしはじめ、政治はフッラム、宰相のイティマード・ウッダウラ、皇帝の妃のヌール・ジャハーン、その弟アーサフ・ハーンが担当する形となった。彼ら4人はジャハーンギールに対して大きな影響力を持った。
1612年5月、フッラムはアーサフ・ハーンの娘アルジュマンド・バーヌー・ベーグムと結婚した。彼女には宮廷の光を意味する「ムムターズ・マハル」の称号が与えられた。2人は仲睦まじく、どこへ行くときも一緒であった。彼らの間には14人の子が生まれ、息子はダーラー・シコー、シャー・シュジャー、アウラングゼーブ、ムラード・バフシュ、娘はジャハーナーラー・ベーグム、ラウシャナーラー・ベーグム、ガウハーラーラー・ベーグムが成人した。
同年以降、ジャハーンギールの妃ヌール・ジャハーンが実権を握り、事実上の皇帝というところとなり、宮廷には緊張が走っていた。フッラムもまた、ジャハーンギール崩御後の後継者となるべく、ほかの3人の兄弟フスロー、パルヴィーズ、シャフリヤールと争わなければならなかった。皇族以外の有力者では、ヌール・ジャハーン、アーサフ・ハーン、マハーバト・ハーンがそれぞれ加わった。
祖父帝アクバルの治世以来、ムガル帝国はデカン地方に介入するようになっていたため、フッラムは若年にしてデカンへの遠征にも派遣され、宮廷を離れることもしばしばだった。

### デカン地方への遠征と父帝への反乱

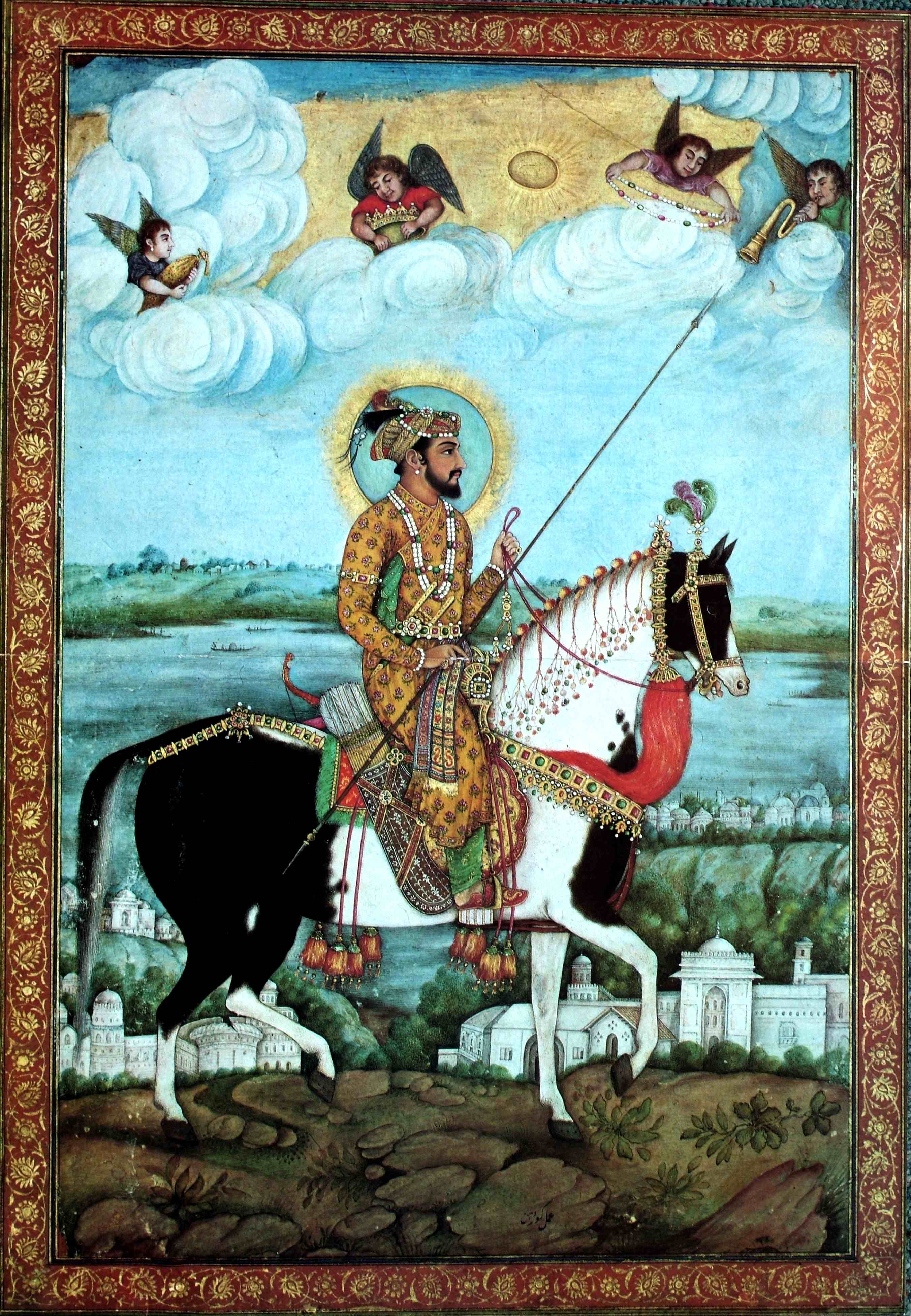
シャー・ジャハーン

デカン地方には、アフマドナガル王国がアクバル時代の攻撃で弱体化して存続していたが、同国の宰相で武将マリク・アンバルが王国の復興に尽力していた。マリク・アンバルはムガル帝国に抵抗し続け、その圧迫が強まると、1610年に首都をパランダーからダウラターバードに移し、カドキー（カルキー）を補助的な拠点とし、王国の領土回復を試みた。
これに対し、1616年にフッラムは5万の兵とともにデカンに派遣された。1617年に彼はマリク・アンバルと領土分割の協定を結び、アフマドナガルの城塞を引き渡され、150万ルピーの賠償金を受け取った。
しかし、フッラムの帰還後、マリク・アンバルは軍を再組織し、ビジャープル王国やゴールコンダ王国などの支援も得て、1619年にこの協定を破って再びムガル帝国との戦争を行いはじめた。マリク・アンバルは兵力を6万にまでに回復し、帝国軍と戦って地方単位で領土を奪還し、王国の全領土の回復に成功した。このため、フッラムは再びデカンに派遣されることとなったが、病状の悪化しつつある父の跡目をめぐる争いに気を取られ、アーグラへの帰還を焦っていた。マリク・アンバルもまた負け戦になることを悟ったため、賠償金を再び払った上で自らの領土を返却し、フッラムはアーグラへと帰還した。
1620年、マリク・アンバルとビジャープル王国が同盟して抵抗に反抗すると、フッラムはデカン地方に遠征した。ビジャープル王国は途中で帝国に寝返り、マリク・アンバルに対抗するための援助を代償に臣従を申し出た。
1621年、フッラムはデカン地方への出陣を命じられたが、彼は盲目の兄フスローを引き渡さなければ出陣しないと言い張り、結局兄を伴って出陣した。フッラムはビジャープル王国とゴールコンダ王国に勝利し、200万ルピーにも上る賠償金を得て（これらの大半を支払ったのはゴールコンダ王国だった）、大いに名声を獲得した。そして、彼はそれに乗じて、1622年1月26日に牢獄に閉じ込めていた兄フスローを殺害した。
だが、同年にサファヴィー朝がカンダハールを占領すると、弟シャフリヤールにその奪還遠征の命令が下され、同時にフッラムの領地の地代の一部が彼に与えられることになった。フッラムはこれに対して父帝に反乱を起こし、アーグラに向かって出陣した。ジャハーンギールはこの反乱を知ると、「フッラムは自分の息子」ではないと名で言い放った。フッラムはアーグラにまで進まなかったものの、ファテープル・シークリーにまでは進軍した。
たが、フッラムは帝国の武将マハーバト・ハーンの軍に敗れ、その後は皇帝軍の攻撃に苦しめられた。かつての敵であるマリク・アンバルに援助を得ることに成功したが、依然としてその立場は難しく、1626年にフッラムは降伏した。このとき、彼は皇帝に豪奢な贈り物をしたが、皇帝が決定した条件も飲まされ、デカンにとどまることを要求されたばかりか、二人の息子ダーラー・シコーとアウラングゼーブを宮廷に人質として送った。

### 父帝の崩御と即位

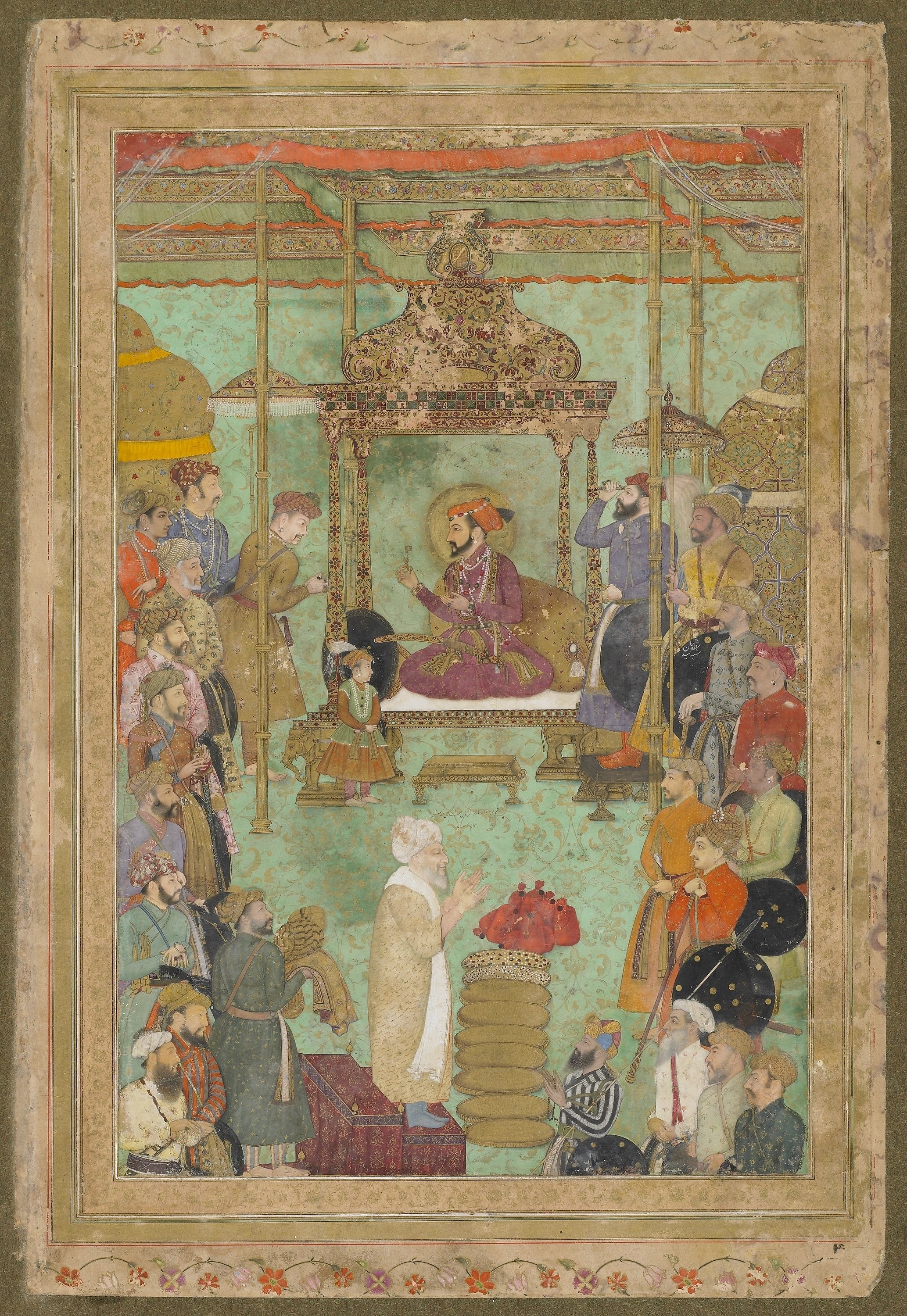
シャー・ジャハーンの即位式

同年にマハーバト・ハーンはクーデターにより、ジャハーンギールとヌール・ジャハーンの身柄を手中に収めた。だが、非情になることが出来ず、そればかりか逆にヌール・ジャハーンの軍門に下ってしまった。
その間、同年10月18日に兄パルヴィーズが薨去し、皇位継承者はフッラムとシャフリヤールの2人となった。その頃、フッラムはサファヴィー朝の君主アッバース1世のもとに亡命しようとイランへと向かっていたが、デカン地方に戻っていたが、パルヴィーズの薨去がその時もたらされた。
フッラムとマハーバト・ハーンとの間に次の権力闘争が生じたが、マハーバト・ハーンは結果的にフッラムの側に付いた。ヌール・ジャハーンはこれを機に2人を排除しようとしたが、同年10月28日に皇帝ジャハーンギールがカシミールからパンジャーブのラホールへ向かう途中死亡し、継承争いも終盤を迎えた。
フッラムとシャフリヤールはそれぞれ父ジャハーンギールの死に目に居合わせておらず、
居合わせたのはヌール・ジャハーンとアーサフ・ハーンだけであった。アーサフ・ハーンはフッラムの支持を表明してヌール・ジャハーンを幽閉し、フッラムの到着までの時間を稼ぐため、傀儡の皇帝としてダーワル・バフシュ（フスローの息子）を擁立した。その後、アーサフ・ハーンはラホールで帝位を宣していたシャフリヤールの軍勢を破り、反乱だとして彼を逮捕した。
その後、デカンにいたフッラムにもこの知らせが届き、彼はアーサフ・ハーンにダーワル・バフシュらほかの皇子らの捕縛を命じ、デカンからアーグラに戻った。
そして、 1628年 1月24日、フッラムはアーグラに入城し、「世界の皇帝」を意味する「シャー・ジャハーン」を名乗った。2月2日、フッラムはシャフリヤール、ダーワル・バフシュとその弟グルシャースプ、叔父ダーニヤールの息子といった皇族の男子5人をラホールで処刑した。
2月14日、シャー・ジャハーンはアーグラで即位式を挙げ、帝位を宣した。その即位式は豪華さではかつての皇帝に比肩する者はなく、ヨーロッパの人々はオスマン帝国の皇帝になぞらえて、シャー・ジャハーンを「壮麗王」と称した。
なお、妃のムムターズ・マハルと長女のジャハーナラー・ベーグムをはじめ、皇子や王女にはシャー・ジャハーンの好感度に応じて黄金や現金などの贈り物が送られた。
シャー・ジャハーンは即位に際して尽力した者の功績に報いた。彼はアーサフ・ハーンを宰相に任命し、国政を委ねた。また、マハーバト・ハーンには「最高のハーン」を意味する「ハーン・ハーナーン」の称号を与えた。

### 国内における統治

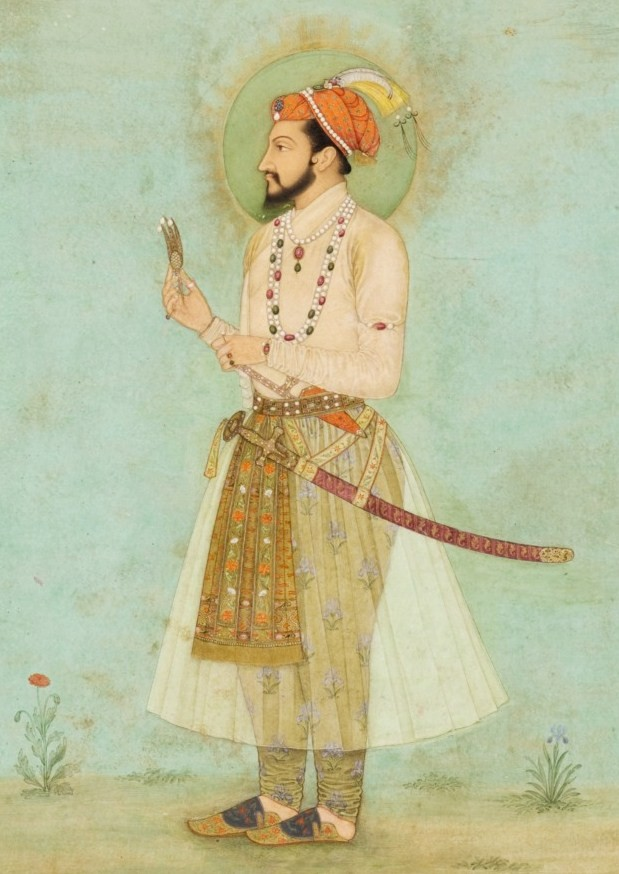
シャー・ジャハーン

シャー・ジャハーンの治世は、祖父や父の代からのムガル帝国の最盛期とされるが、アクバル以来の帝国の宗教寛容政策が変わり、ヒンドゥー教徒など異教徒の迫害が見られた。
というのは、17世紀前半のムガル帝国では、ムスリムの間でイスラーム復興運動が強まり、ウラマーは厳格なシャリーアの適用を求めるようになったからである。
シャー・ジャハーンはヒンドゥー寺院やキリスト教の教会の建築や改修に関して、一定の制限を設けた。1632年にシャー・ジャハーンは新しく建てられたヒンドゥー寺院の破壊と旧寺院の補修を禁じる命令を出し、そのためヴァーラーナシーでは76のヒンドゥー寺院が破壊された。
また、ベンガル方面のチッタゴンやフーグリーにいたキリスト教徒のポルトガル人との関係は、彼らが盗みや略奪を働いたりしたため悪化の一途をた度っていた。シャー・ジャハーンは父や祖父の寛容主義を受け継いでいたとはいえ、彼らを甘やかすつもりはなかった。
同年に皇妃ムムターズ・マハルのハーレムにいた2人の女奴隷がポルトガル人の海賊に連れ去られる事件が起きたため、両者の関係が一層悪化した。シャー・ジャハーンはフーグリーにあるポルトガルの商業区を破壊させ、300人に昇るキリスト教徒が捕虜となった。
彼らはアーグラに連行されたのち、イスラーム教の改宗を迫られ、改宗を拒んだものは殺害させた。
シャー・ジャハーンの怒りは尋常ではなく、当時のイギリスの旅行家は捕虜たちのその後に関して、「綺麗な女や娘はへハーレムに閉じ込められ、老女やその他の者はアミールに下げ渡された」と記している。シャー・ジャハーンはまたこの事件を機に、ラホールに存在したキリスト教の教会も取り壊させた。
シャー・ジャハーン自身もイスラーム教の祭日を祝い、メッカとメディナに使節団を9回派遣したものの、上記以外に彼の治世はほとんど宗教対立が見られなかった。

### ハーン・ジャハーン・ローディーの反乱

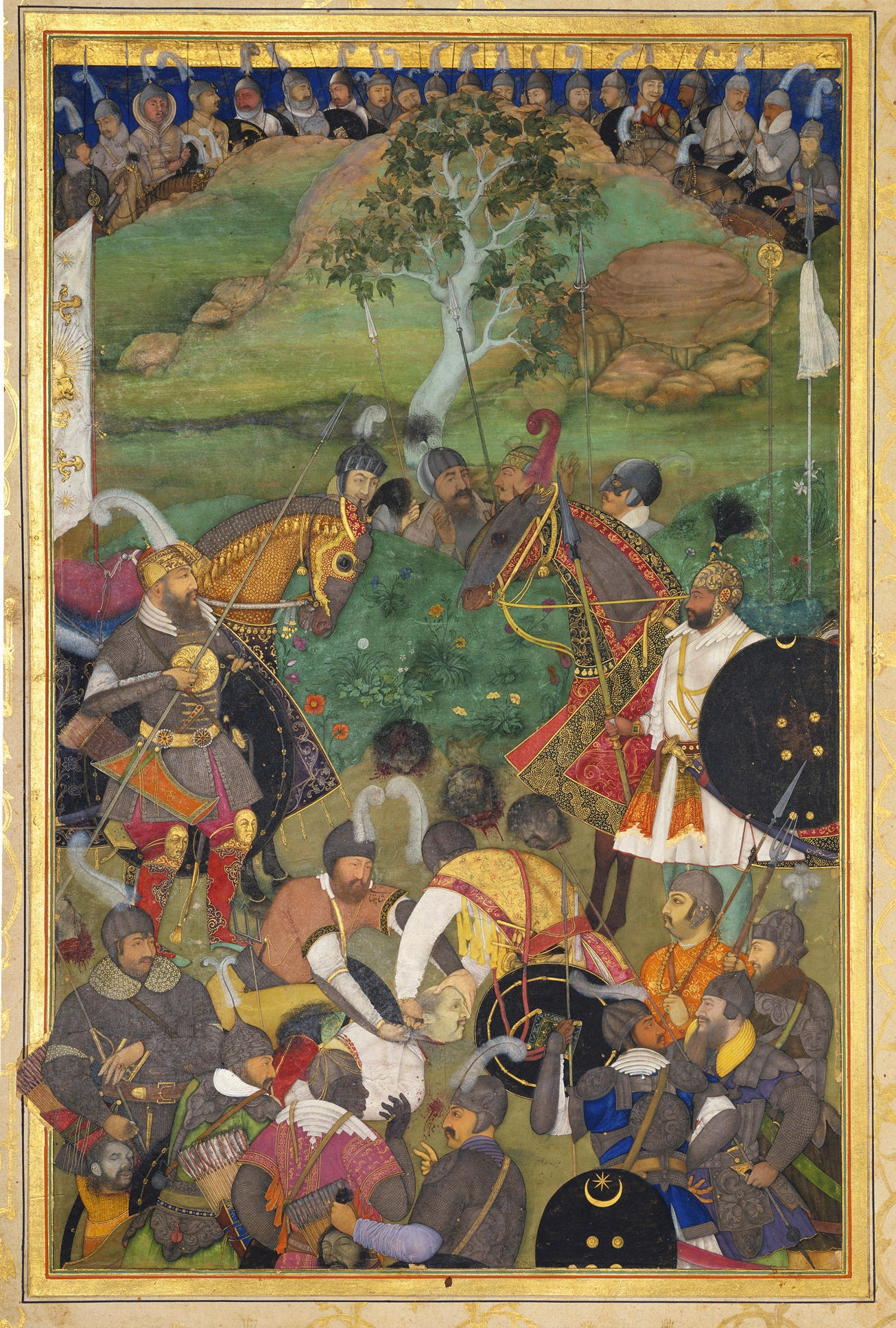
ハーン・ジャハーン・ローディーの最期

1629年、シャー・ジャハーンが即位した翌年にアフガン人貴族ハーン・ジャハーン・ローディーが反乱を起こした。ハーン・ジャハーンはジャハーンギールの寵臣であったが、武人として不名誉を犯したのち、デカン総督なっていた。
ハーン・ジャハーンは皇位継承争いの際にシャー・ジャハーンの側に付くことを断り、即位後に宮廷に赴くのに遅参し、宮廷からは疑いの目で見られていた。また、ハーン・ジャハーンは任地で疑わしい行い（アフマドナガル王国との偽りの協定の取り決め、およびそれによる領土喪失）があったとして、帝都に召喚を掛けられていた。
結局、同年10月にハーン・ジャハーンは自身の家族や部下2千人、ハーレムを連れて帝都を脱出し、反乱軍となった。シャー・ジャハーンは追討軍を送ったが、ハーン・ジャハーンは追討軍を引き離し、アフマドナガル王国の首都ダウラターバードにたどり着いた。
ハーン・ジャハーンの亡命はアフマドナガル王国の君主らに歓迎され、彼は軍司令官の一人になった。ハーン・ジャハーンは他のアフガン人貴族も加わることを期待していたが、貴族らはシャー・ジャハーンの威厳に敬意を払い、誰も味方しなかった。ハーン・ジャハーンはアフマドナガル王国からも離れ、パンジャーブに移ったが、1631年2月にそこで捕えられた。
ハーン・ジャハーンは反乱軍とともに虐殺され、間もなく彼とその息子の首がシャー・ジャハーンのもとに届けられた。慣例に従い、その首はアーグラの城門にさらされた。

### デカン地方における領土の拡大

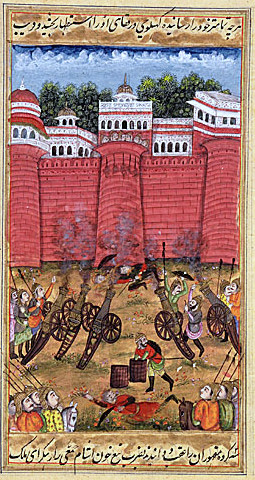
ダウラターバード攻撃を見るシャー・ジャハーン

シャー・ジャハーンの治世、ムガル帝国の勢力はデカンに広がり、帝国の版図はインド内では拡大した。
シャー・ジャハーンはデカン地方で細々と存続していたアフマドナガル王国に対して、親征を開始した。デカン地方は彼の皇子時代に数度の遠征を行った地であり、よく知っていた地であった。シャー・ジャハーンはハーンデーシュのブルハーンプルに滞在していたが、1632年2月にハーン・ジャハーン・ローディーが討伐されると、アフマドナガル王国への遠征を開始した。
1633年4月17日、ムガル帝国の軍はアフマドナガル王国の首都ダウラターバードは包囲、6月4日の総攻撃で落とし、アフマドナガル王国は事実上滅亡した。アフマドナガル王国を滅ぼしたのち、ビジャープル王国とゴールコンダ王国への攻撃に移った。
ビジャープル王国はムガル帝国との和平に応じるか応じないかで別れ、陰謀と暗殺が渦巻き、内紛状態に陥っていた。ビジャープル王国の君主はなかなか和平に応じようとしなかったため、帝国軍は3方向から攻撃を行い、ビジャープル王国に壊滅的な打撃を与えた。
ゴールコンダ王国はビジャープル王国が壊滅したことで孤立の色を深め、帝国の要求をのまざるを得なかった。
1636年5月にはビジャープル王国とゴールコンダ王国に帝国の宗主権を認めさせ、皇帝の名を刻んだ硬貨を鋳造し使用させ、金曜礼拝も皇帝の名で唱えさせた。また、アフマドナガル王国の旧領の分割を行い、北半をムガル帝国に併合し、ビジャープル王国は南半を、ゴールコンダ王国はその一部を併合した。
1630年代、ムガル帝国がデカンに領土を広げた結果、両王国は1565年のターリコータの戦いの敗北によって衰退していた南インドのヴィジャヤナガル王国をさらに攻撃するようになり、1649年にヴィジャヤナガル王国はビジャープル王国に滅ぼされた。
一方、ビジャープル王国とゴールコンダ王国が事実上の属国となったことでデカン地方は平定されたに等しく、シャー・ジャハーンはアーグラへと帰還した。この一連の遠征により、帝国の領土はデカン地方に大きく広がった。

### 北西方面・サファヴィー朝との争い

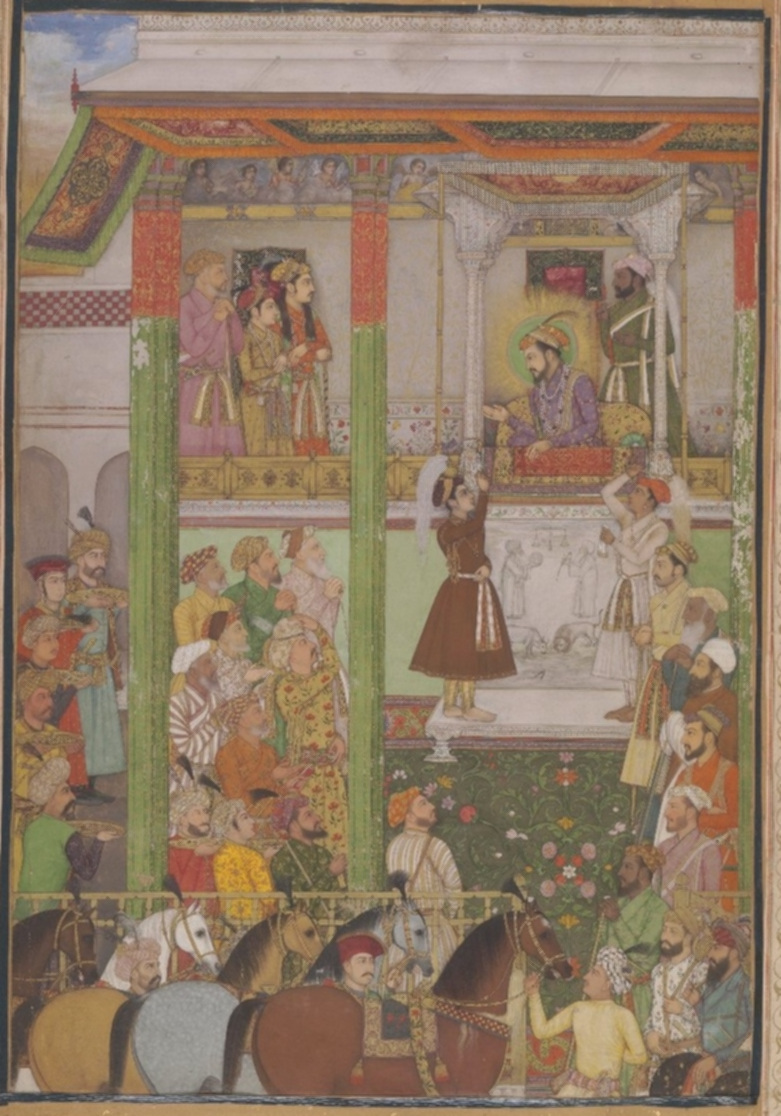
シャー・ジャハーンとアリー・マルダーン・ハーン

しかし、北西方面ではデカンとは違い帝国の領土拡大は厳しく、領土は減少する結果となった。シャー・ジャハーンは祖先の夢でもあったサマルカンド奪還を成し遂げようとしたことに起因していた。
また、中央アジアのブハラ・ハーン国では、1598年にシャイバーニー朝のアブドゥッラー・ハーン2世が死亡したのち内乱が起き、1599年には新たにジャーン朝が成立した。ムガル帝国はジャーン朝と最初は友好関係にあったが、シャー・ジャハーンの治世になると、ジャーン朝は帝国領アフガニスタンのカーブルを攻撃するようになった。
シャー・ジャハーンは1646年に息子ムラード・バフシュに指揮権を託してバルフとバダフシャーンに出兵し、両地域を占領した。だが、ウズベク人の抵抗も強く、1647年に撤退を余儀なくされ、カーブルの北方数キロメートルにのみしか領土を広げられなかった。
一方、ムガル帝国とサファヴィー朝の係争地であるアフガニスタンの主要都市カンダハールは、1622年以来サファヴィー朝の領土であった。だが、1637年にサファヴィー朝のカンダハール長官アリー・マルダーン・ハーンがムガル帝国側につき、カンダハールは帝国領となった。
サファヴィー朝は上記のウズベクとの争いによる混乱を見て、帝国領アフガニスタンに侵攻し、1649年にカンダハールを占領した。シャー・ジャハーンはアウラングゼーブに奪還を命じたが、同年と1652年の2度にわたる攻撃にもカンダハールは耐え、作戦は失敗に終わった。
翌1653年にシャー・ジャハーンはカンダハール奪回のため、息子ダーラー・シコーを派遣した。だが、カンダハールの奪回はできず、二度とこの地が帝国領となることはなかった。

### 拡大した帝国とその統治

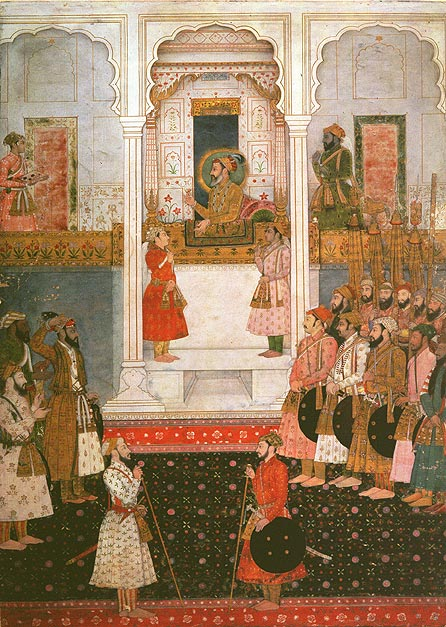
ダルバール中のシャー・ジャハーン

シャー・ジャハーンの治世、北西方面ではアフガニスタンのカンダハールを失うなど領土は縮小したが、デカンにおいてはその領土を拡大した。また、北のガルワール地方とバルーチスターン地方を支配し、北東には数次の遠征を行ってブラフマプトラ川下流域まで制圧、アッサム地方のアーホーム王国が臣従したのもこの頃である。
シャー・ジャハーンの治世、東はアッサムから西はアフガニスタン北部、北はチベット高原の南端、南はデカン高原中央部にまで領土を広がり、皇帝は臣下とともにこれらを支配した。このため、シャー・ジャハーンの時代に帝国の歳入はアクバル時代の2倍となった。ただし、これに関しては領土の拡大のみならず、農業生産の向上も上げられる。
帝国の領土拡大は貴族の数にも反映され、1640年代になると貴族の数はアクバル時代の2倍、443人に上った。そのうち73人の最高位の貴族が帝国の歳入37%を管理し、シャー・ジャハーンの4人の息子は8.2%を管理していた。また、帝国上層部の貴族20%がヒンドゥー教徒で、73人がラージプート、10人がマラーターの人物であった。マラーターが帝国の貴族層に加わっていたということは、デカン地方で帝国の領土を拡張したことに成功したということであった、と歴史家フランシス・ロビンソンは述べている。
皇帝と貴族の関係においては、シャー・ジャハーンはディーニ・イラーヒーの宗教を尊重したが、それに基づく「皇帝の信者」という考え方に終止符が打たれ、新たに「皇帝の子孫」という考え方が広まった。帝国の貴族らは息子が生まれると、皇帝に贈り物を送り、その息子の名をつけるように頼んだ。そうしたなかで、貴族らは皇帝への忠誠心のみならず、武勲、ペルシア式の礼儀作法、教養人の必要とする美術の知識にも重点を置いた。
シャー・ジャハーンの治世には、莫大な資金が軍事行動や建設事業などにつぎ込まれたが、それでも治世の初めから蓄えられた準備金が9500万ルピーあった。そのうち、半分は硬貨、半分は宝石であった。

### インド・イスラーム文化の保護者として

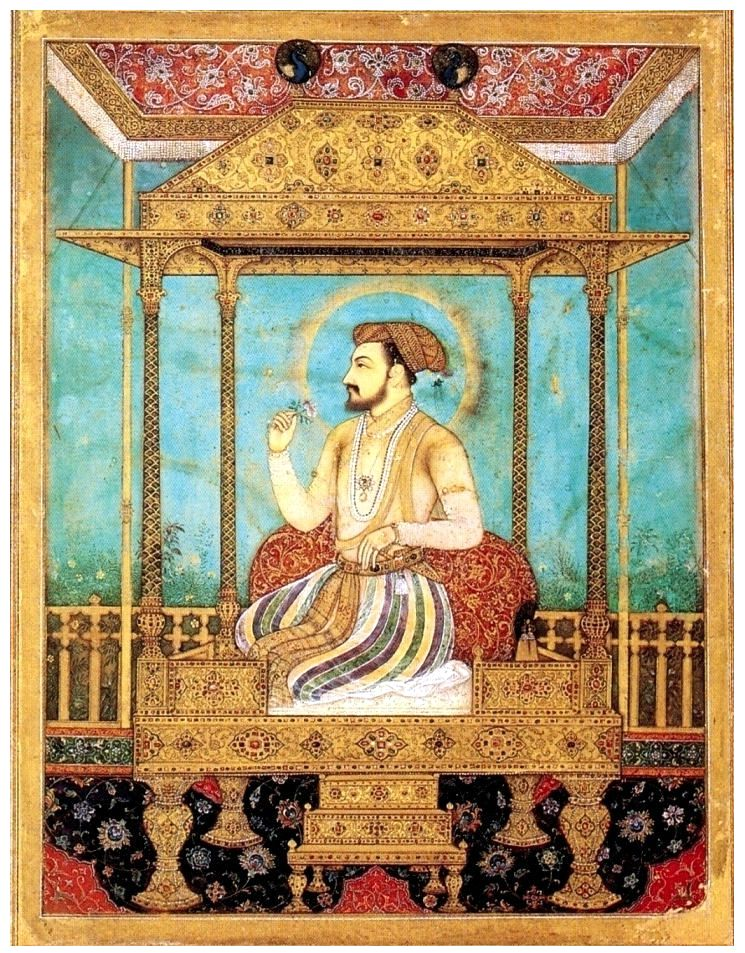
孔雀の玉座に座るシャー・ジャハーン

シャー・ジャハーンの時代、インド・イスラーム文化は黄金期を迎え、特に建築分野ではその華が咲いた。シャー・ジャハーンは自分の権威を表現するため、帝国の財源を多数の建築や美術につぎ込んだ。
その一つに、1628年に彼が即位に際して作成を命じた「孔雀の玉座」があり、その材料に860万ルピー分の宝石と140万ルピー分の金が使用され、7年の歳月をかけて1635年に完成した。王座の表面にはダイヤモンド、ルビー、サファイア、エメラルドなどの宝石が惜しまなく使われ、その天蓋の中央にはサファヴィー朝のアッバース1世からジャハーンギールに送られた特大のルビーが使用されていた。歴史家イナーヤト・ハーンはこのルビーについて、ティムール、シャー・ルフ、ウルグ・ベグ、シャー・アッバースの名と共に、アクバル、ジャハーンギール、そして自身の名も刻まれていた、と語っている。
また、同じ1635年にシャー・ジャハーンは宮廷のムガル絵画の画家に命じて、自らの業績のついての押絵入りの史書「パードシャー・ナーマ」を作成している。この作品の一巻は現存しており、現在はイギリスのウィンザー城王立図書館に収蔵されている。だが、この作品にはシャー・ジャハーンが熱中したことや興味を抱いたことは記されておらず、押絵は勝利した戦いや宮廷儀式をただただ描いているだけである。
さらに、シャー・ジャハーンはラホールやアーグラでは満足がいかず、1639年4月からデリーに新区域であるシャー・ジャハーナーバード（現オールドデリー）の建設を着工した。皇帝の居城であるデリー城（レッド・フォート）や市街地が建設され、1648年4月にシャー・ジャハーンは完成したこの新都には入城した。この新都の城内には57000人の人が住み、城壁の外は2590ヘクタールの市街地で、およそ40万人の市民が暮らしたとされる。ただし、シャー・ジャハーン自身はデリーとアーグラを行き来していた。

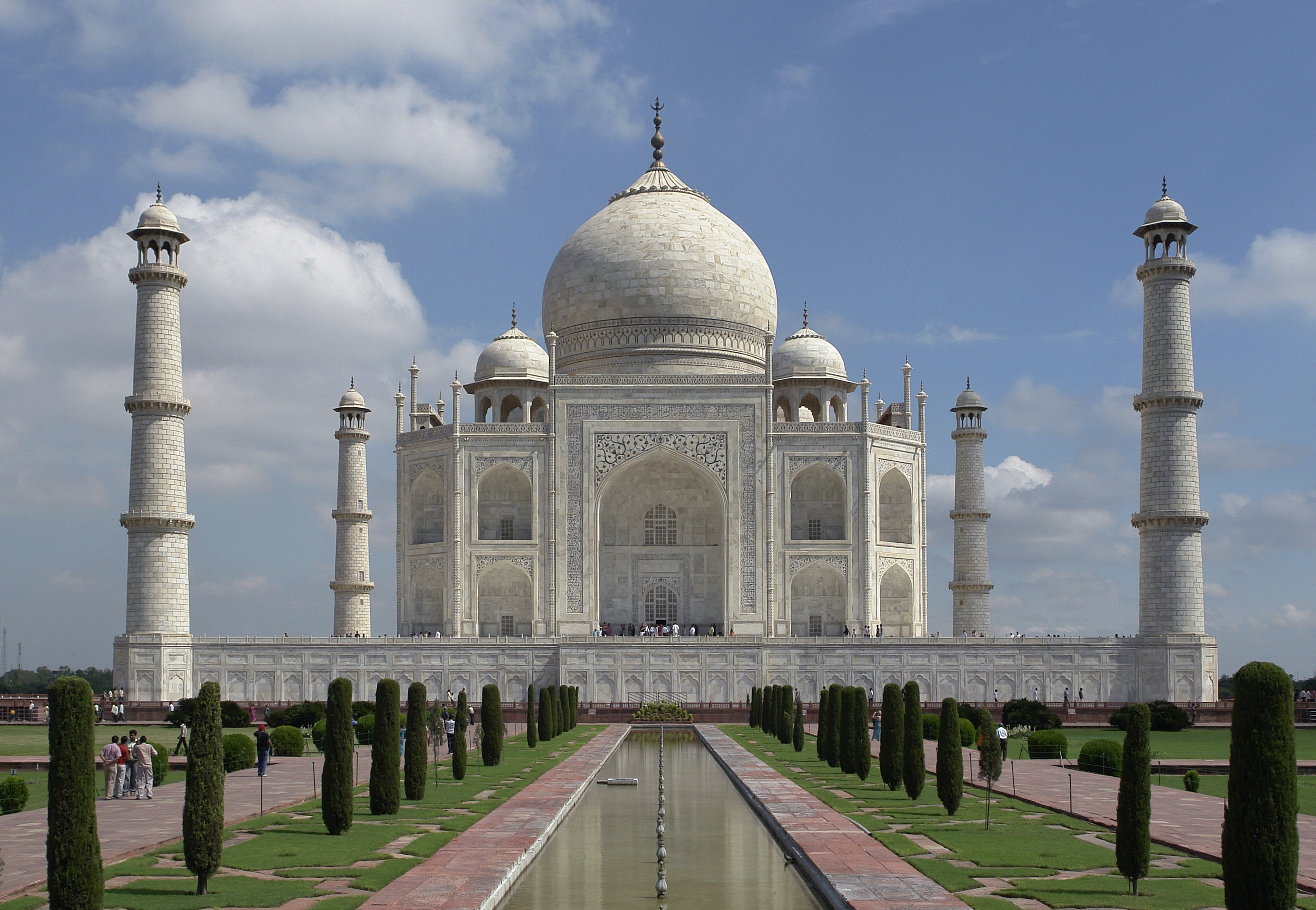
タージ・マハル

シャー・ジャハーンは愛妃ムムターズ・マハルと非常に仲睦まじく、常に活動を共にしていた。彼らは14人の子供をもうけ、そのうち7人が成人した。だが、1630年6月に愛妃ムムターズ・マハルが産褥熱で死亡し、シャー・ジャハーンはかつてない悲しみに襲われた。
シャー・ジャハーンの顎鬚は20本ほどしか白髪がなかったが、すぐに真っ白になり、死後一週間のうちは国事行為を執り行わなかった。宮廷の歴史家サイード・ムハンマド・ラティーフが「憂鬱に沈んですっかり変わり果てた」と伝えるように、シャー・ジャハーンはそれ以降華美な服ではなく白い服を着用し続け、楽曲なども遠ざけ続けたという。また、情熱的に精力を政治にもあまり関心を持たなくなった。
2年後の1632年以降、シャー・ジャハーンはムムターズ・マハルの死を悼むために壮麗な墓廟タージ・マハルの建設事業に取りかかる。実に20年前後の歳月をかけ、1654年ごろ完成した。この墓廟はビジャープル王国のイブラーヒーム・アーディル・シャー2世の墓廟「イブラーヒーム・ラウザ」が参考にされたと言われ、東方イスラーム世界全域の職人が集まって設計に携わり、巨費と膨大な労力が注ぎ込まれた。タージ・マハルは巨大で、一辺57メートル四方の土台の上に58メートルの高さの中央ドームと42メートルのミナレット4本が立ち、それらすべての外壁が象嵌彫刻の施された白大理石で覆われ、まさにシャー・ジャハーンの権威の象徴だった。
一説にはタージ・マハルは現存する白大理石のものに加えて黒大理石の廟がヤムナー川をはさんで建てられ、その二つを大理石の橋でつないだ壮観な廟となる予定であったともいわれている。だが、白い廟ができ上がった後にシャー・ジャハーン自身が病気になり、後述の帝位継承争いの末に第3皇子のアウラングゼーブによって幽閉されてしまったために、黒い廟はでき上がらなかった。

### 重病と皇位継承戦争の勃発

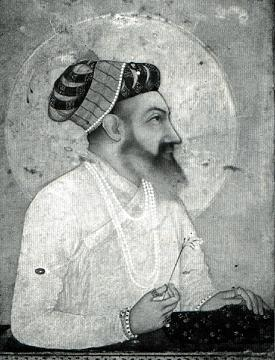
晩年のシャー・ジャハーン

1657年9月、シャー・ジャハーンはデリーで重病となり、一週間以上生死の境をさまよった。その理由はムムターズ・マハルの死後、事実上一夫一妻婚の状態から解放され、好色にふけるようになってしまった。多数の側室と臣下の妻と関係を持ち、年に一度は女性の品定めをする市を開いた。20年以上にわたりこのような生活を続けていたさなか、シャー・ジャハーンは催淫剤の服用によって体を壊したのであった。
シャー・ジャハーンはダーラー・シコーが付き添って看病したため、なんとか回復することに成功した。回復後、シャー・ジャハーンはデリーからアーグラへと移り、ダーラー・シコーに帝位を譲ろうとしたものの、ダーラー・シコーは固辞した。一方、その重病は死病だという話が各地に伝わり、シャー・ジャハーン存命にもかかわらず、4人の皇子による皇位継承戦争が幕を開けたのである。
シャー・ジャハーンの長男ダーラー・シコーは帝国の皇太子であった。有能な学者でもあり、ヒンドゥー教とイスラーム教との共通点を見つけ、スーフィーやイエズス会士とも面会するなど宗教寛容の立場をとった。ダーラー・シコーはヒンドゥー教とイスラーム教の本質は同じだとし、ヒンドゥー教の聖典ヴェーダの一部ウパニシャッドをペルシア語に翻訳し、6冊の著書があった。また、文化に興味をもち、ムガル絵画やヒンドゥスターン音楽の保護者でもあった。シャー・ジャハーンはダーラー・シコーを最も愛し、ほかの息子を地方に送ったのとは違い、彼を自分の側から離そうとしなかった。
シャー・ジャハーンの三男アウラングゼーブはデカン総督を務めていた。彼はダーラー・シコーとは対立する思想を持ち、イスラーム教スンナ派の熱烈な支持者で、信仰心にあつかった。アウラングゼーブはダーラー・シコーが帝国からイスラーム教を排斥しようとしているのではないかと恐れていた。また、アウラングゼーブは父がダーラー・シコーを偏愛していることに強い不満を抱いていた。
シャー・ジャハーンの次男シャー・シュジャーはベンガル太守を務め、四男ムラード・バフシュはグジャラート太守を務めていた。彼らは有能な人物ではあったが、前者は昼も夜も遊びほうけており、後者は武勇に優れてはいたものの判断力を欠き、快楽を追い続ける人間であった。
また、シャー・ジャハーンの2人の皇女もそれぞれ帝位継承候補に加担し、陰ながら争いに参加した。ジャハーナーラー・ベーグムはダーラー・シコーに味方し、ラウシャナーラー・ベーグムはアウラングゼーブに味方した。

### 止められぬ争い

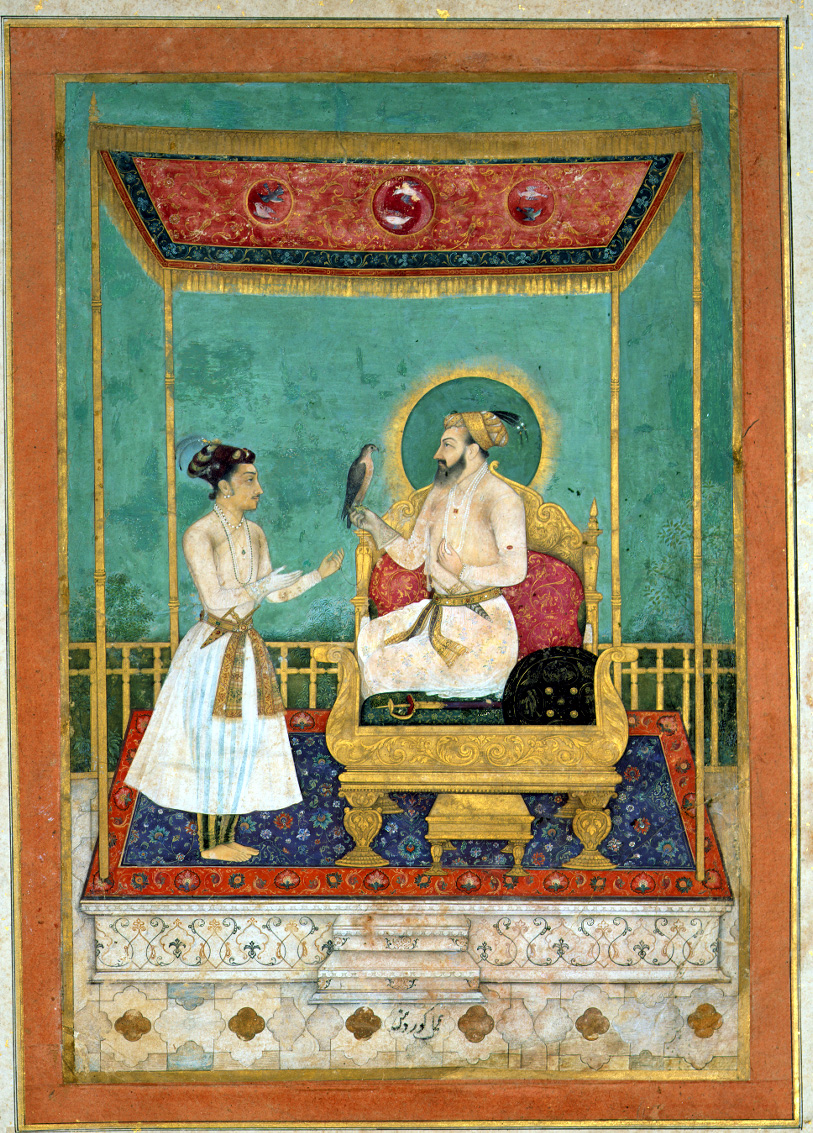
シャー・ジャハーンとダーラー・シコー

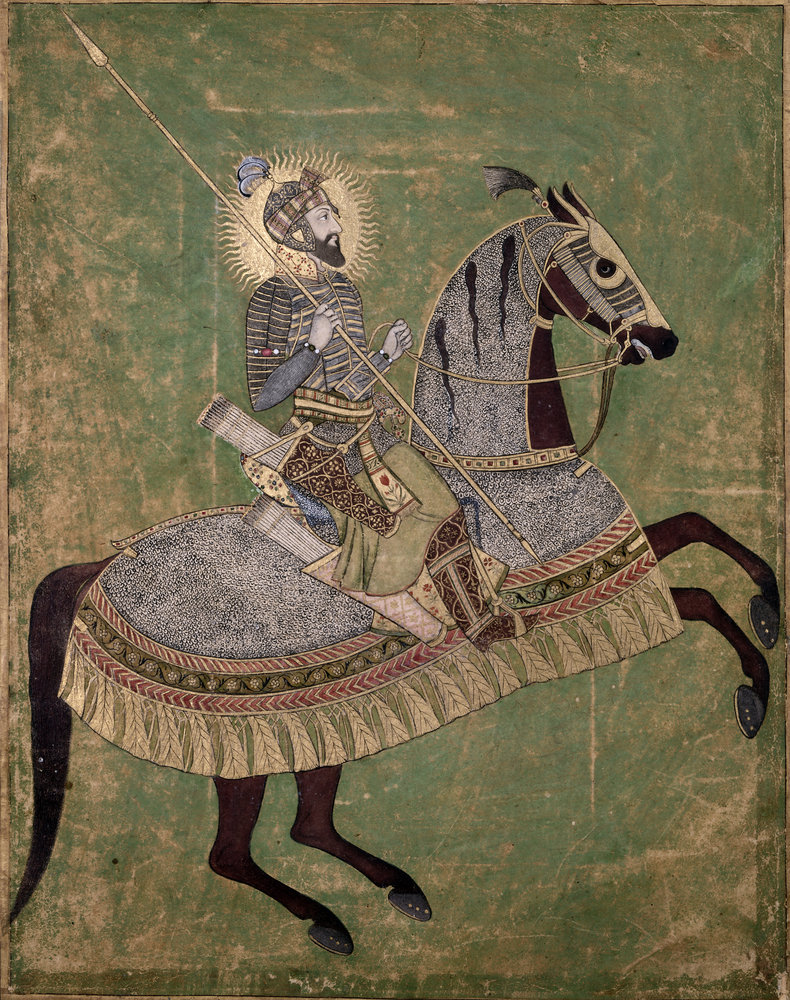
アウラングゼーブ

シャー・シュジャーはほかの兄弟より先に行動し、父帝の病気に回復の見込みがないと考えて11月に帝位を宣し、その名を刻んだ硬貨を鋳造し、デリーへと進軍した。ムラード・バフシュも帝位を宣し、スーラトの城塞で得た略奪品により財を得て、彼もデリーへと向かった。
アウラングゼーブはほかの兄弟より慎重で、自分の優位が決まるまで動かなかった。頃合いを見て、弟のムラード・バフシュに自分がこの皇位継承戦争に勝利すれば、パンジャーブ、カシミール、シンド、アフガニスタンを与えると約束して同盟した。
シャー・ジャハーンもこのころに回復したが遅く、1658年2月にダーラー・シコーの息子スライマーン・シコーがシャー・シュジャーの軍を破った。同月アウラングゼーブとムラード・バフシュの連合軍は皇帝の派遣した軍を破った。
だが、シャー・ジャハーンはスライマーン・シコーにつき従ったジャイ・シングに対して、
絶体絶命に陥らぬ限り戦端を開かないことを命じていた。それはシャー・ジャハーンの病気の結末を見届け、アウラングゼーブとムラード・バフシュの不首尾を見定めた暁のために戦力を温存しておくように命令していた。
1658年4月15日、ダーラー・シコーの軍はアウラングゼーブとムラード・バフシュの連合軍とウッジャイン近郊のナルマダー川を挟んで戦闘を行った（ダルマートプルの戦い）。戦闘は最初の方はジャスワント・シングの奮闘により、ダーラー・シコー軍の方が優勢だったが、ムラード・バフシュの勇猛さに怯えたカーシム・ハーンが逃げ出すこととなり、ジャスワント・シングも大勢の部下が死亡したことで撤退せざるを得なかった。
ダーラー・シコーはこれに怒り狂い、激しく激怒した彼はアウラングゼーブのミール・ジュムラーが兵力や大砲、軍資金を提供したとして、人質であるその息子ムハンマド・アミール・ハーンを殺してやりたいとまで言った。だが、シャー・ジャハーンがなだめようとしたため、これは実行されなかった。
シャー・ジャハーンはダーラー・シコーの軍が負け、アウラングゼーブとムラード・バフシュの連合軍がアーグラに進軍していることを知ると、国の戦力をすべてダーラー・シコーに任せることに同意せざるを得ず、武将ら全員には彼に従うように命じた。ダーラー・シコーの軍はアウラングゼーブの軍のように長距離の移動による疲労もなく、大砲の数もはるかに多かったが、彼に有利な予想をする者はいなかった。
なぜなら、ダーラー・シコーは軍を指揮する能力に欠き、軍人らには不人気であり、彼の軍勢において最も強力な武将ジャイ・シングはスライマーン・シコーとともにアーグラに向かって行軍中であったからだ。ダーラー・シコーの側近のみならずシャー・ジャハーンまでもが、息子スライマーン・シコーの軍が合流するまで時間稼ぎをし、危険な戦いは避けた方がよいのではないか、と忠告した。
また、シャー・ジャハーンは自ら出陣することも提案したが、ダーラー・シコーはこれも拒否した。ダーラー・シコーはアーグラを出る前にシャー・ジャハーンに会い、シャー・ジャハーンは目に涙を浮かべながら、厳しい口調でこう言った。
| 「 | 「それではダーラー、何事も自分で決めたとおりに運びたいなら、行くがよい。神の祝福がお前がお前の上にあるように。だが、この短い言葉だけはよく覚えておけ。もし、戦いに負けたら、二度と私の前に出てこないように気を付けるのだ」 | 」 |

### サムーガルの戦いとアウラングゼーブの即位

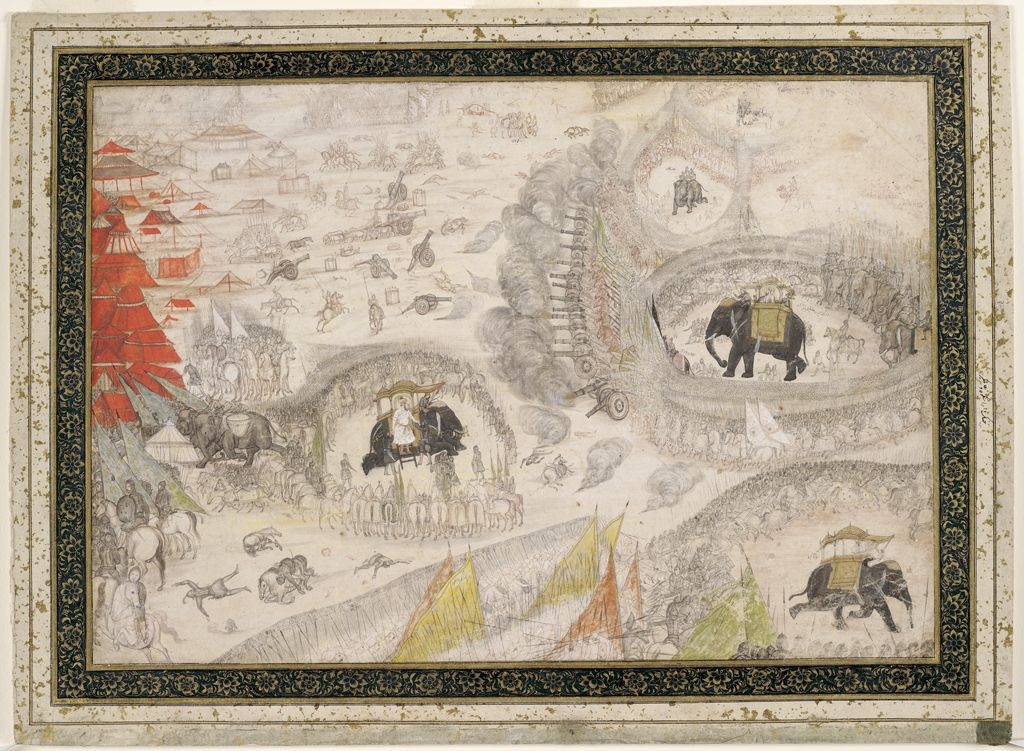
サムーガルの戦い

こうして、6月8日にダーラー・シコーの軍アウラングゼーブとムラード・バフシュの連合軍とアーグラ付近サムーガルで激突した（サムーガルの戦い）。シャー・ジャハーンは戦いが始まる3，4日前までずっと、彼にスライマーン・シコーが到着するまで待ち、その間に陣地を築く有利な場所を選ぶように手紙で伝えていた。
だが、ダーラー・シコーは緒戦では有利だったものの、武将の一人に騙され、結果的に軍は壊走し、アウラングゼーブとムラード・バフシュの勝利に終わった。ダーラー・シコーはシャー・ジャハーンに会おうとアーグラに向かったが、父の厳しい言葉を思い出して、会おうとはしなかった。ダーラー・シコーは父に使いを出す気もなく、姉ジャハーナーラー・ベーグムに何度か使いをだし、アーグラから逃げた。
シャー・ジャハーンはダーラー・シコーを見捨てず、一人の信頼できる宦官を使者に、スライマーン・シコーと合流することを助言し、希望を捨てないよう諭させた。そればかりかデリーに行くように言い、デリーにある王宮の厩舎には1000頭ほどの馬がいるので、そこの司令官に象と軍資金を用意させるよう命じるとさえ言った。
だが、シャー・ジャハーンの予想に反し、スライマーン・シコーの軍勢は自壊したため、ダーラー・シコーがスライマーン・シコーと合流することはなかった。ダーラー・シコーはラホールへ、スライマーン・シコーはガルワール王国のシュリーナガルへと向かい、それぞれ勢力を立て直そうとした。
サムーガルの戦いから数日後、アウラングゼーブとムラード・バフシュはアーグラ市内に入城した。アウラングゼーブはシャー・ジャハーンに使者を送り情愛と服従の意を伝え、自分はただ父の指図を仰ぐためにここにいるのだとした。シャー・ジャハーンは自分の想像以上に物事が進行しているのを危惧し、またアウラングゼーブが帝位に対してただならぬ野心を持っていることも知っていたので、この言葉を真にうけなかった。
シャー・ジャハーンはまた、アウラングゼーブに対して自身のところに挨拶に来るように
命じていたが、アウラングゼーブはその日が来ると翌日に、一日一日と予定を伸ばした。アウラングゼーブはシャー・ジャハーンのそばにはジャハーナーラー・ベーグムがそばにいて、その指示通りに動いていると考えており、逆に自身が捕えられるのではないかと警戒していた。
このように膠着状態が続く中、アウラングゼーブはシャー・ジャハーンに面会するとして、代理として長男スルターンをアーグラ城に送った。スルターンは番兵をはじめ城にいる者たちを容赦なく追い立て、その大勢の部下がなだれ込み城壁を占拠した。シャー・ジャハーンはスルターンの本心を探るため、「もしお前が私に忠誠心を持ち、私に仕えるならお前を王にしよう、」と王冠とコーランにかけて約束した。だが、スルターンにそのような勇気もなく、また自身の方が監禁されるのではないかと恐れたためシャー・ジャハーンには会わず、父アウラングゼーブの命で来たのだと伝えた。
6月22日、アウラングゼーブが任命したアーグラ城の司令官イティバール・ハーン
はシャー・ジャハーンをジャハーナーラー・ベーグムらの女性とともに城の奥に幽閉し、多くの門を囲いによって塞いだ。また。シャー・ジャハーンは誰とも文通を行えぬようにし、許可なしに居室から出ることも禁じられた。
アウラングゼーブは父に短い手紙を書き、「シャー・ジャハーンはアウラングゼーブに大層情愛を感じていると言うが、ダーラー・シコーにルピー金貨を積んだ2頭の象を送ってい体勢を立て直させようとしている。（略）この兄こそが不幸の原因であり、始めから父に会いに行っただろうし、よい息子に期待できる孝行を父に尽くしただろう」と述べた。フランソワ・ベルニエによると、シャー・ジャハーンがルピー金貨を積んだ2頭の象を送ったのはダーラー・シコーが退去したその夜のことで、アウラングゼーブはシャー・ジャハーンがダーラー・シコーに宛てた手紙を何通か差し押さえたと述べている。
アウラングゼーブはこうしてシャー・ジャハーンを捕虜にし、貴族らを味方に付け、城内の国庫と大量の爆薬を得た。アウラングゼーブはシャーイスタ・ハーンにアーグラを任せ、ムラード・バフシュとともにダーラー・シコー追討のためにアーグラから出発した。
その後、アウラングゼーブはムラード・バフシュともに歩調を合わせてデリーに向けて進軍していたが、ある夜マトゥラーで宴会を開いた。アウラングゼーブは裏切って、酒によって寝ていたムラード・バフシュを捕らえ、弟の軍を自分の軍に加えた。
そして、7月31日にアウラングゼーブはデリーで即位式を挙行し、帝位を宣した。彼は「世界を奪った者」を意味する「アーラムギール」を名乗ったが、これは「シャー・ジャハーン」の意味が「世界の皇帝」であったことに関係していると考えられる。

### ダーラー・シコーの処刑と晩年

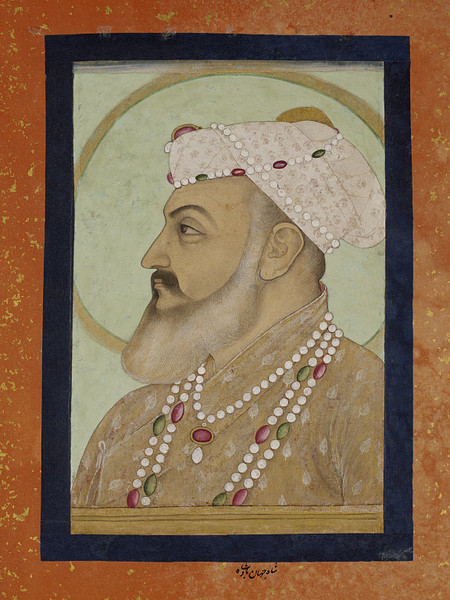
晩年のシャー・ジャハーン

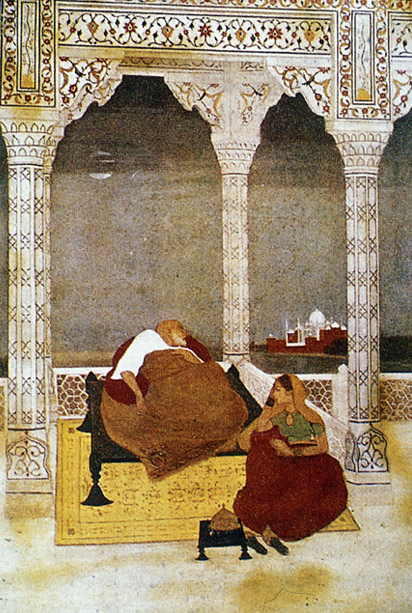
シャー・ジャハーンの死

ダーラー・シコーはラホールやムルターン、グジャラートを転々とし、1659年3月にアウラングゼーブにアジメールで敗れたのち、イランのサファヴィー朝へ亡命しようとした。だが、6月にダーラー・シコーは裏切りにあって捕えられ、息子シピフル・シコーとともにデリーへ送られた。
9月、アウラングゼーブはダーラー・シコーとシピフル・シコーの処遇に関して皇族・貴族らと議論した。ダーラー・シコーはイスラーム教に背教したとして多くの貴族が処刑に賛成し、特にラウシャナーラー・ベーグムはその死刑に強固に賛成した。その結果、ダーラー・シコーは処刑、シピフル・シコーは死一等を免じてグワーリヤル城に幽閉となった。
その翌日、ダーラー・シコーはデリーで処刑され、さらにその遺体をデリー市中で引き回したのち、シャー・ジャハーンのもとにその首を送りつけた。イタリア人旅行家ニコラエ・マヌッチは、シャー・ジャハーンが愛する息子ダーラー・シュコーの首を見たときの衝撃を物語っている。
| 「 | 「（シャー・ジャハーンは）一度だけ叫びを発すると、前のめりに倒れこみ、顔を食卓に打ちつけた。その拍子に顔が金の食器にぶつかり、歯が何か折れてしまった。だが、皇帝は死んだように打ち伏せたままだった」 | 」 |

他の息子らもまた同様の運命をたどった。シャー・シュジャーは1659年1月に敗北したのち、ビルマのアラカン王国へと逃げたが、1661年2月に王国の乗っ取りに失敗したためジャングルで殺害された。ムラード・バフシュはグワーリヤル城に幽閉されたのち、1661年に脱出計画が発覚したため、アウラングゼーブの命により処刑された。
一人生き残った廃帝シャー・ジャハーンは、1658年以降アーグラ城に幽閉され、タージ・マハルの見える部屋から愛妃の墓廟を見続ける生活を送ることとなった。
1652年以降、シャー・ジャハーンはアウラングゼーブに一度も面会していなかったが、手紙のやりとりはしており、それは廃位後も続いた。だが、アウラングゼーブ手紙の内容はやはりダーラー・シコーに対する偏愛への不満で、父帝が兄を溺愛したのに自分を愛さなかったといった内容の、横柄な口調の不平書きだった。
また、シャー・ジャハーンは、アウラングゼーブに個人の宝石を取り上げられたりしたため、彼の所持するヴァイオリンの修理や、まともな上履きを手に入れる程度の金にも苦労するほどの、不自由な生活を強いられた。
しかし、シャー・ジャハーンは長女ジャハーナーラー・ベーグムといった王室の女性たちに囲まれて、孤独な晩年を過ごすことはなかった。特に長女のジャハーナーラー・ベーグムは親身になって世話をし続けた。
1666年2月1日、シャー・ジャハーンは皇位継承戦争時の病が再発したことにより死亡した。とはいえ、シャー・ジャハーンは死の間際、長女のジャハーナーラー・ベーグムに説得され、アウラングゼーブを許す書面に署名している。
シャー・ジャハーンの遺体は慣習に従い、王宮の壁が破られたのち、その破れ目から川の船に移された。そして、その遺体は川を渡って愛妃の眠るタージ・マハルに運ばれ、ムムターズ・マハルの遺体の横に安置された。

## 家族
| - ジャハーンギール - ビルキース・マカーニー・ベーグム | - ダーラー・シコー - シャー・シュジャー - アウラングゼーブ - ジャハーン・アフルーズ - アフマド・バフシュ - 氏名不詳 - ムラード・バフシュ - ルトフッラー - ダウラト・アフザル 計9人。 - ハムザ・バーヌー・ベーグム - パルヒズ・バーヌー・ベーグム - フールンニサー・ベーグム - ジャハーナーラー・ベーグム - 氏名不詳 - ラウシャナーラー・ベーグム - ソライヤ・バーヌー・ベーグム - 氏名不詳 - フスナーラー・ベーグム - ガウハーラーラー・ベーグム - プルハーナーラー・ベーグム - ナザーラーラー・ベーグム 計11人 |

## ギャラリー
- シャー・ジャハーン
- 即位したシャー・ジャハーン
- 馬に乗るシャー・ジャハーン
- シャー・ジャハーンとジャハーンギール
- 狩りの後のジャハーンギールとシャー・ジャハーン
- アマル・シングの服従を受け入れるフッラム
- ブルハーンプルで狩りをするシャー・ジャハーン
- シャー・ジャハーンと少年時代のダーラー・シコー
- シャー・ジャハーンとダーラー・シコー
- シャー・ジャハーンとムムターズ・マハル
- シャー・ジャハーン（左）、ジャハーンギール（右）、アクバル（中央）
- シャー・ジャハーンと3人の息子、アーサフ・ハーン
- シャー・ジャハーンと4人の息子、2人の孫
- シャー・ジャハーンと3人の息子
- イランの使者と面会するシャー・ジャハーン
- シャー・ジャハーンのカメオ
- シャー・ジャハーンの紋章